# どうぶつタワーバトル
『どうぶつタワーバトル』は、Yuta Yabuzakiが開発したパズルゲーム。iOS/Android版が2017年3月31日に、Nintendo Switch版が2024年8月28日に配信された。

## システム
本作は制限時間内に台の上に動物のパネルを積み上げていく『どうぶつタワー』（2016年4月22日配信）対決要素を追加したものであり、二人で交互にパネルを積み上げていく内容となっている。
別名Doubutsu Tower Battleの頭文字を取り、DTBと呼ばれる。
『どうぶつタワー』はパネルが台から落ちた時点で負けとなるのに対し、本作は先にパネルを落とした方が負けである。
1つずつランダムに出現するパネルを1回タップすると動物が回転し、スライドさせることで任意の位置に定まり、指から離すと落下する。
本作はこれまで勝敗レートを基にしたランダムマッチのみだったが、2017年12月5日のアップデートであいことばを用いたフレンドマッチが追加された。

## 反響
本作は配信から半年以上後の11月末から人気を集め、2017年12月4日の時点のApp Storeの無料アプリランキングでは『どうぶつの森 ポケットキャンプ』をおさえて首位を獲得した。
また、スマホアプリのアナリティクスサービス・App Apeが集計した2017年12月のAndroid向けゲームのダウンロードランキングでも同様の結果となった。
ねとらぼの怪しい隣人は、ヒットの理由について「わかりやすい操作性と、動物の形状と物理演算が組み合わさったひそかなランダム性、プレイ時間の短さ、勝敗によるレーティングの変動が組み合わさった結果本作がヒットしたのではないか」と推測している。

### 評価
4Gamer.netのH.H.は、『どうぶつタワーバトル』について、「誰でもわかりやすいルールの中で気軽に楽しむことができる」と評し、2017年に配信されたアプリの中で一番の名作とした。
AUTOMATONのMasahiro Yoneharaは『どうぶつタワーバトル』について、「初見でルールが理解できる敷居の低さと、対戦相手と数歩先を見越した読みあいを楽しむ奥深い戦術性がある。」と評価し、『Frozen Synapse』に並ぶターン制ストラテジー対戦ゲームの傑作と評した。